# Lillträsket (Arvidsjaurs socken, Lappland, 723724-166899)
Lillträsket är en sjö i Arvidsjaurs kommun i Lappland och ingår i Skellefteälvens huvudavrinningsområde. Sjön har en area på 0,075 kvadratkilometer och ligger 320,1 meter över havet.

## Delavrinningsområde
Lillträsket ingår i det delavrinningsområde (723709-166877) som SMHI kallar för Inloppet i Gallejaurdammen. Medelhöjden är 340 meter över havet och ytan är 3,94 kvadratkilometer. Det finns inga avrinningsområden uppströms utan avrinningsområdet är högsta punkten. Gallejaurekanalen som avvattnar avrinningsområdet har biflödesordning 2, vilket innebär att vattnet flödar genom totalt 2 vattendrag innan det når havet efter 112 kilometer. Avrinningsområdet består mestadels av skog (84 procent). Avrinningsområdet har 0,08 kvadratkilometer vattenytor vilket ger det en sjöprocent på 1,9 procent.